# Torquemada (gmina)
Torquemada – gmina w Hiszpanii, w prowincji Palencia, w Kastylii i León, o powierzchni 83,63 km². W 2011 roku gmina liczyła 1081 mieszkańców.